# Blasicrura summersi
Blasicrura summersi is een slakkensoort uit de familie van de Cypraeidae. De wetenschappelijke naam van de soort is voor het eerst geldig gepubliceerd in 1958 door Schilder.